# 尤斯頓聖潘克拉斯車站
尤斯頓聖潘克拉斯車站是英国未来計劃的橫貫鐵路2上的一个拟议车站，該通勤鐵路由薩里郡北部貫穿整個大倫敦后在赫特福德郡南部結束。

## 与周边车站的连接
该车站将并入國鐵尤斯顿和圣潘克拉斯主线车站以及尤斯頓地鐵站。透過圣潘克拉斯车站步行一小段即可到达国王十字站與国王十字圣潘克拉斯地铁站。現在，由於國鐵尤斯頓站要開啓2号高速鐵路的重建工程，當局計劃建造一條通往尤斯頓廣場地鐵站的通道。

## 地点
这些站台拟建在蘇默斯鎮的正下方、即埃弗肖特街（Eversholt Street）以南、德魯蒙廣場（Drummond Place）交匯以西、奧斯蘇爾斯頓街（Ossulston Street）以東及大英图书馆以北。车站入口拟采用尤斯顿地铁站的现有入口，以及位于埃弗肖特街和格拉夫顿广场（Grafton Place）拐角处以及泰晤士連綫站台旁的聖潘克拉斯車站新入口。

## 建造
2015年咨询中建议的施工地點包括：
- 格拉夫頓廣場以北
- 埃弗肖特街（英语：A4200 road）东侧的多里克道（Doric Way）和德魯蒙廣場之间
- 大英图书馆和克里克研究所（Crick Institute）之间
- 尤斯頓廣場花園（英语：Euston Square Gardens）

## 備注
1. ↑  路綫經過伦敦东北和西南部